# Triphleba crassinervis
Triphleba crassinervis är en tvåvingeart som först beskrevs av Gabriel Strobl 1910.  Triphleba crassinervis ingår i släktet Triphleba och familjen puckelflugor. Inga underarter finns listade i Catalogue of Life.